# Juan Jorge Graubner
Juan Jorge Graubner (Viena, 3 de octubre de 1736 - Alcaraz (Albacete), 14 de enero de 1801) fue un ingeniero metalúrgico austriaco nacionalizado español, creador de la Reales Fábricas de Bronce y Latón de San Juan de Alcaraz (Albacete) y su primer director.

## Biografía
Era hijo de los vieneses Josef Gaubner y Cathalina. Se especializó en artes metalúrgicas en Goslar (Hannover) y a los 22 años se trasladó a España atraído por la protección que brindaban los Borbones a técnicos y científicos. Desde 1758 vivió en Madrid, donde adquirió la nacionalidad española. Revalidó sus títulos de ingeniería en la Corte y se consagró allí, tras conseguir los oportunos permisos de la Real Junta General de Comercio, Moneda y Minas, a la fundición y manufactura de objetos de latón, cobre, bronce y hierro, así como de artefactos mecánicos e hidráulicos y otras máquinas, algunas de ellas de su propia invención. Tenía además licencia para añadir el escudo real a los objetos que manufacturaba en su obrador. Estaban además bajo su control las bombas de agua que se utilizaban en Madrid para apagar los incendios.

## Reales Fábricas de Bronce y Latón de San Juan de Alcaraz
En 1771 fue a Riópar (Albacete) para inspeccionar una mina que allí había de calamina, mina muy a propósito para obtener cinc. Entonces concibió la idea de crear en dicho lugar una fábrica para manufacturar objetos de latón y presentó su proyecto al ilustrado rey Carlos III, que accedió a protegerlo y apoyarlo. Serían éstas las segundas fábricas de latón que hasta entonces había en el mundo aparte de las de Goslar, en Hannover, que tan bien conocía. Los escasos y caros objetos de latón ahorrarían así gran número de divisas al Estado.
Las fábricas se crearon por una Real Cédula el 19 de febrero de 1773. En este documento además se le ampliaban sus gracias y franquicias para poder desarrollar mejor el proyecto, que se desarrolló en el término municipal de Alcaraz. Graubner no dudó en invertir toda su fortuna personal, que no debía ser escasa, en las infraestructuras. Su primera fábrica elaboraba latón en barras y empleaba a ocho maestros alemanes, uno italiano, quince españoles y más de treinta oficiales y peones de la comarca. Pero su fortuna se acabó y no tuvo más remedio que acudir al rey a mediados de 1774 en busca de fondos. El rey trasladó el requerimiento al Consejo de Castilla y este dictaminó que la ciudad de Alcaraz sufragara los gastos con los sobrantes de sus rentas de propios. Esto retrasó considerablemente el proyecto y originó todo tipo de complicaciones burocráticas, pues además esos sobrantes eran exiguos y hubo que empeñarse y pedir empréstitos y censos a otras ciudades hasta alcanzar el millón de reales, cifra enorme para la época y que se consiguió sobre todo del clero.
Alcaraz vivió una sensible crisis de fondos entre 1775 y 1785 para levantar el proyecto, pero en 1781 ya había empezado realmente a funcionar. Graubner conseguía poco a poco fondos amenazando a Alcaraz con llevar la industria a otras ciudades (Sigüenza y Cuenca) y romper así el monopolio de la fabricación de manufacturas de latón. Graubner logró solo que se trasladara la fábrica de quincallería gruesa a Sigüenza.
Los maestros alemanes (por ejemplo, los tiradores de alambres Joseph Axel y Joseph Equem, el alfiletero Godofredo Braun, el platero Matías Fellnert, el maestro de quincallería fina Wenceslao Procop, los martineteros Sebastian Stöber y Juan Unterhüber, el cerrajero y herrero Esteban Spieguel y los maestros fundidores Juan Hein y los posteriormente famosos hermanos Juan, Thillman y Juan Jorge Krupp) enseñaron los oficios a sus discípulos españoles y se les concedieron privilegios para que se asentasen en tierras españolas y pudiesen casarse y formar familia en España. Aún existen en Riópar algunos de sus descendientes.

Arquitectos como Francisco Pérez y Juan de Villanueva e ingenieros como Carlos Lemaur inspeccionaron las obras y las instalaciones. En 1785, para evitarle a Graubner las eternas rencillas con Alcaraz, pasaron las fábricas a la jurisdicción de la Corona y se administraron a través de dos ministros comisionados. Una Real Orden de 23 de febrero de 1788 estableció otra fábrica filial en la aldea cercana de Salobre para fabricar hojalata, administrada directamente por la Real Hacienda, también bajo la administración de los dos ministros designados, el conde de Montarco Juan Francisco de los Heros y Miguel de Mendinueta y Muzquiz.
Graubner se dedicó entonces sobre todo a moverse por toda España para comercializar los productos y visitó Valencia, Barcelona, San Sebastián y Zaragoza, creando establecimientos de venta y distribución de los productos, aunque también aprovechó para explorar el desarrollo de la industria metalúrgica en aquellos lugares, llevándose la conclusión de que, sencillamente, no existía ninguna comparable con la suya. En 1792 visitó las fábricas el ilustrado Eugenio Larruga, quien escribió un  informe muy positivo en sus Memorias políticas y económicas. Graubner murió el 14 de enero de 1801 en Riópar y fue enterrado en la parroquia de San Ignacio Mártir de la ciudad de Alcaraz.